# Équilibrioception

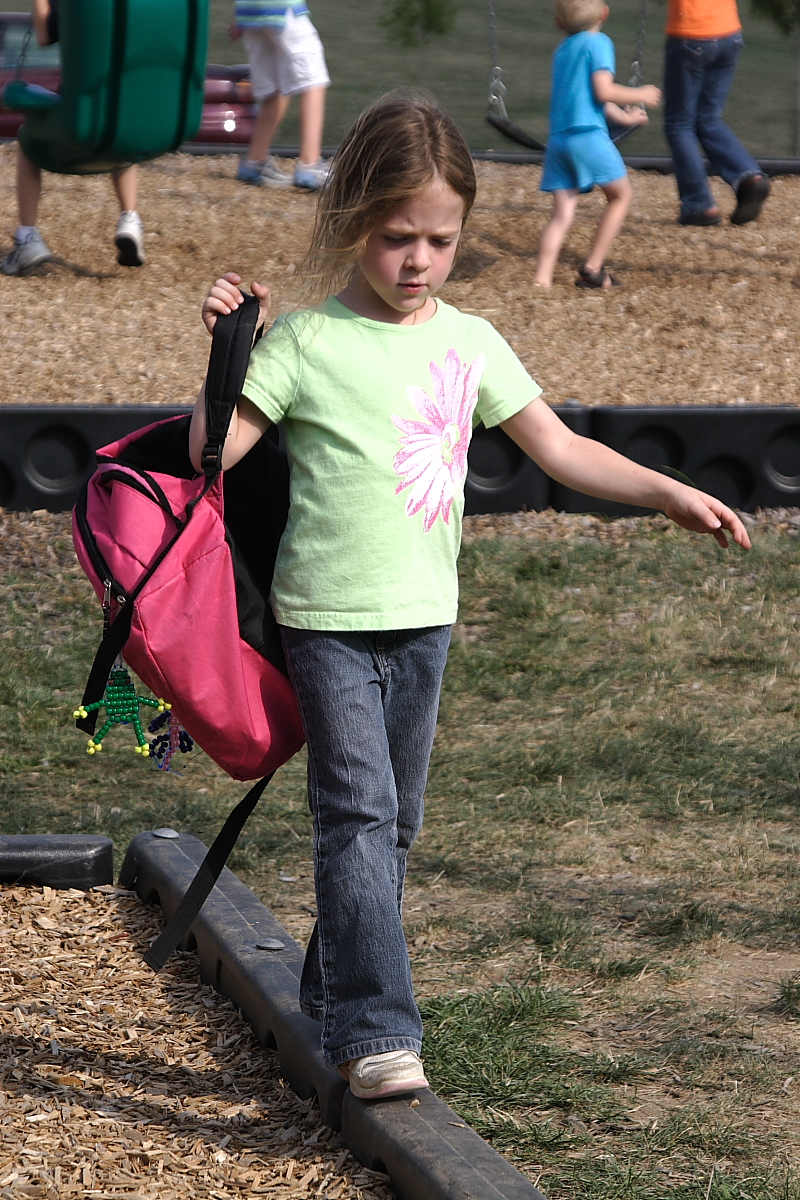
Sens de l'équilibre chez une enfant.

L'équilibrioception, ou sens de l'équilibre, désigne un sens physiologique. Il aide à prévenir et à anticiper toute chute chez les humains et animaux lorsqu'ils sont en équilibre. L'équilibre est réalisé grâce à plusieurs fonctions : les yeux (perception visuelle), les oreilles (système vestibulaire) et les autres sens spatiaux (proprioception) qui ont idéalement besoin d'être intacts. Le système vestibulaire s'associe au système visuel pour percevoir si un objet est en mouvement.

## Système vestibulaire
Dans le système vestibulaire, l'équilibrioception est déterminée par le niveau de fluide, appelé l'endolymphe dans le labyrinthe, à savoir un ensemble complexe de tubes situés dans l'oreille interne.

## Aperçu du système

### Mécanique

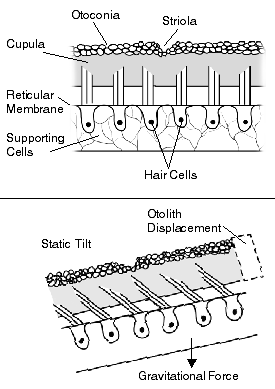
Illustration de l'écoulement de fluide dans l'oreille, provoquant à son tour le déplacement de la partie supérieure des cellules ciliées qui sont incorporés dans la cupule.

Il existe cinq organes sensoriels innervés par le nerf vestibulaire ; trois canaux semi-circulaires (CSCH : canal semi-circulaire horizontal ; CSCS : canal semi-circulaire supérieur ; CSCP : canal semi-circulaire postérieur) et deux organes otolithes. Chaque canal semi-circulaire (CSC) est un tube mince qui s'épaissit brièvement en un point appelé ampullae osseux. À leur centre chacun contient une cupule ampullaire. La cupule est un bulbe de gélatine reliée aux stéréocils, affecté par le mouvement relatif de l'endolymphe où elle est baignée. L'endolymphe suit la rotation du canal, cependant, en raison de son inertie, active la cupule. Après toute rotation prolongée, l'endolymphe rattrape le canal et la cupule retourne à sa position verticale et se réinitialise. Lorsque la rotation prolongée cesse, cependant, l'endolymphe continue, (en raison de l'inertie) et active la cupule.
Les pilotes faisant de nombreuses rotations à la suite commencent à se sentir droit (plus tourné), puisque l'endolymphe correspond à la rotation du canal ; une fois que le pilote sort des rotations, la cupule est à nouveau stimulée, ce qui provoque le sentiment de tourner dans l'autre sens, au lieu celui de voler droit.
Les stéréocils pliés provoquant des réactions chimiques dans le crita ampullaris qu'ils entourent (les critae sont au bout des cils) ; cette réaction crée un potentiel d'action porté par le nerf vestibulaire.
Le canal semi-circulaire horizontal (CSCH) gère les rotations de la tête autour d'un axe vertical (le cou), le canal semi-circulaire supérieur (CSCS) gère le mouvement de la tête autour d'un axe latéral, le canal semi-circulaire postérieur (CSCP) gère la rotation de la tête autour d'un axe rostal. Par exemple, pour le canal semi-circulaire horizontal c'est regarder d'un côté à l'autre ; pour le canal semi-circulaire supérieur, c'est un mouvement de tête vers l'épaule ; pour le canal semi-circulaire postérieur, c'est hocher la tête. Les canaux semi-circulaires envoie des signaux adaptatifs, contrairement aux organes otolithes dont les signaux ne s'adaptent pas au fil du temps.